# Ceropegia hermannii
Ceropegia hermannii är en oleanderväxtart som beskrevs av W. Rauh och M. Teissier. Ceropegia hermannii ingår i släktet Ceropegia och familjen oleanderväxter. Inga underarter finns listade i Catalogue of Life.